# Deris Umanzor
Deris Ariel Umanzor Guevara (ur. 7 stycznia 1980 w Santa Rosa de Lima) – salwadorski piłkarz występujący na pozycji obrońcy. Zawodnik klubu Chicago Fire.

## Kariera klubowa
Umanzor zawodową karierę rozpoczynał w 1998 roku w klubie Municipal Limeño. Spędził tam 7 lat, a w 2005 roku odszedł do zespołu Águila. W 2006 roku zdobył z nim mistrzostwo Clausura. W 2009 roku wywalczył z klubem wicemistrzostwo Apertura.
W 2010 roku trafił do amerykańskiego Chicago Fire. W MLS zadebiutował 11 kwietnia 2010 roku w przegranym 1:2 pojedynku z San Jose Earthquakes.

## Kariera reprezentacyjna
W reprezentacji Salwadoru Umanzor zadebiutował w 2000 roku. W 2002 roku został powołany do kadry na Złoty Puchar CONCACAF. Zagrał na nim w meczu ze Stanami Zjednoczonymi (0:4), a Salwador odpadła z turnieju w ćwierćfinale.
W 2009 roku ponownie wziął udział w Złotym Pucharze CONCACAF. Wystąpił na nim w pojedynku z Jamajką. Tamten turniej Salwador zakończył na fazie grupowej.